# Nomaden

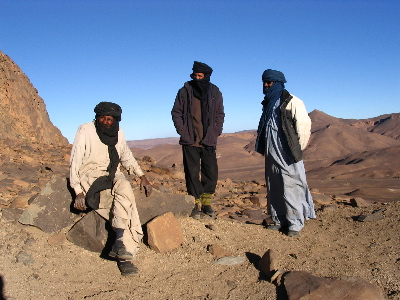
Tuareg, klassische Hirtennomaden aus der Sahara

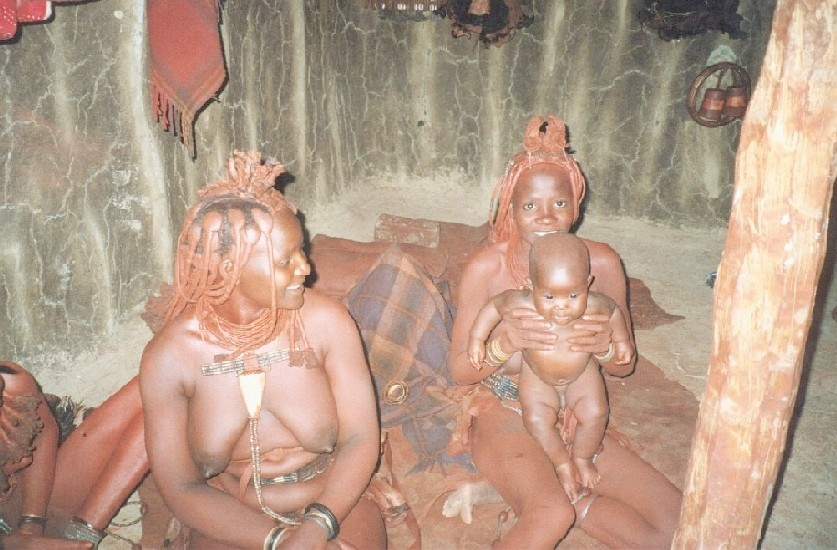
Himbafrauen, Halbnomaden im Nordwesten von Namibia

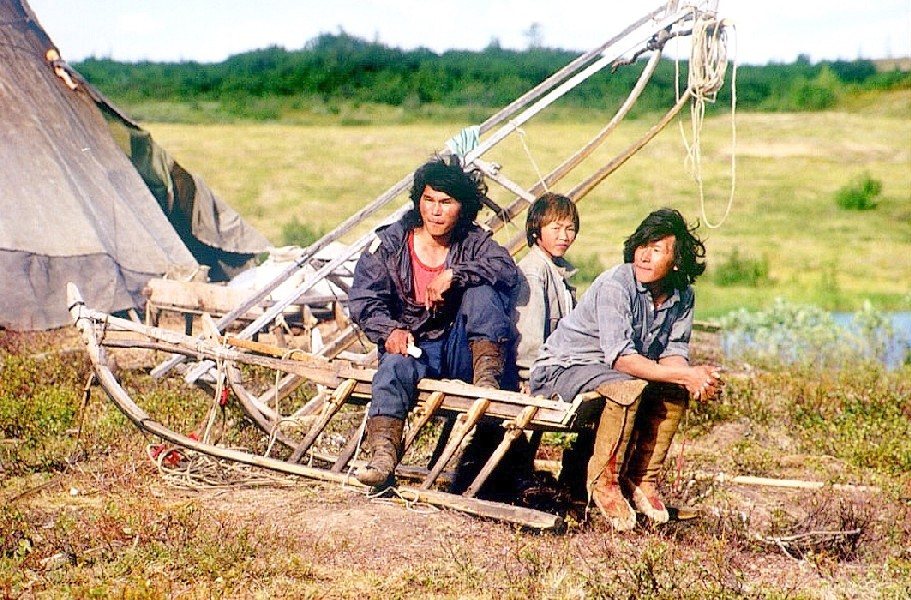
Nenzen, Rentiernomaden in der sibirischen Tundra

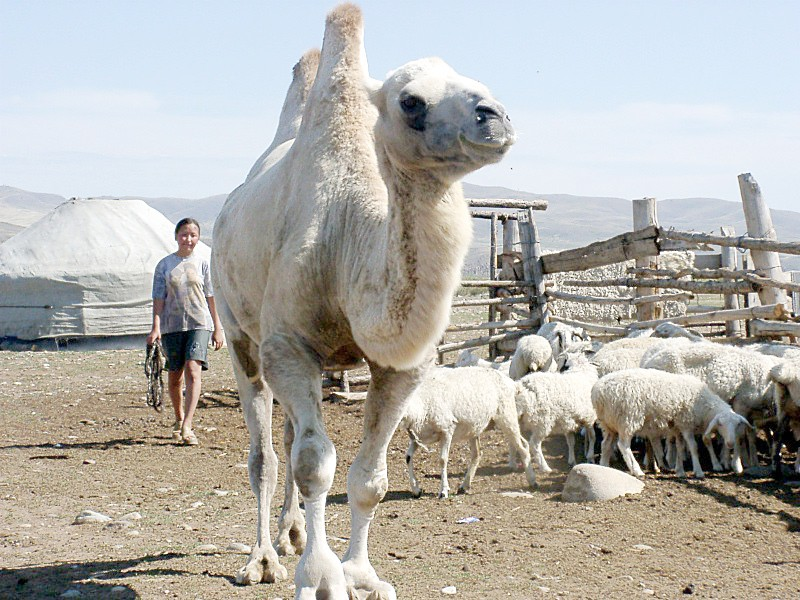
Jurte der Reiternomaden in der tuwinischen Steppe

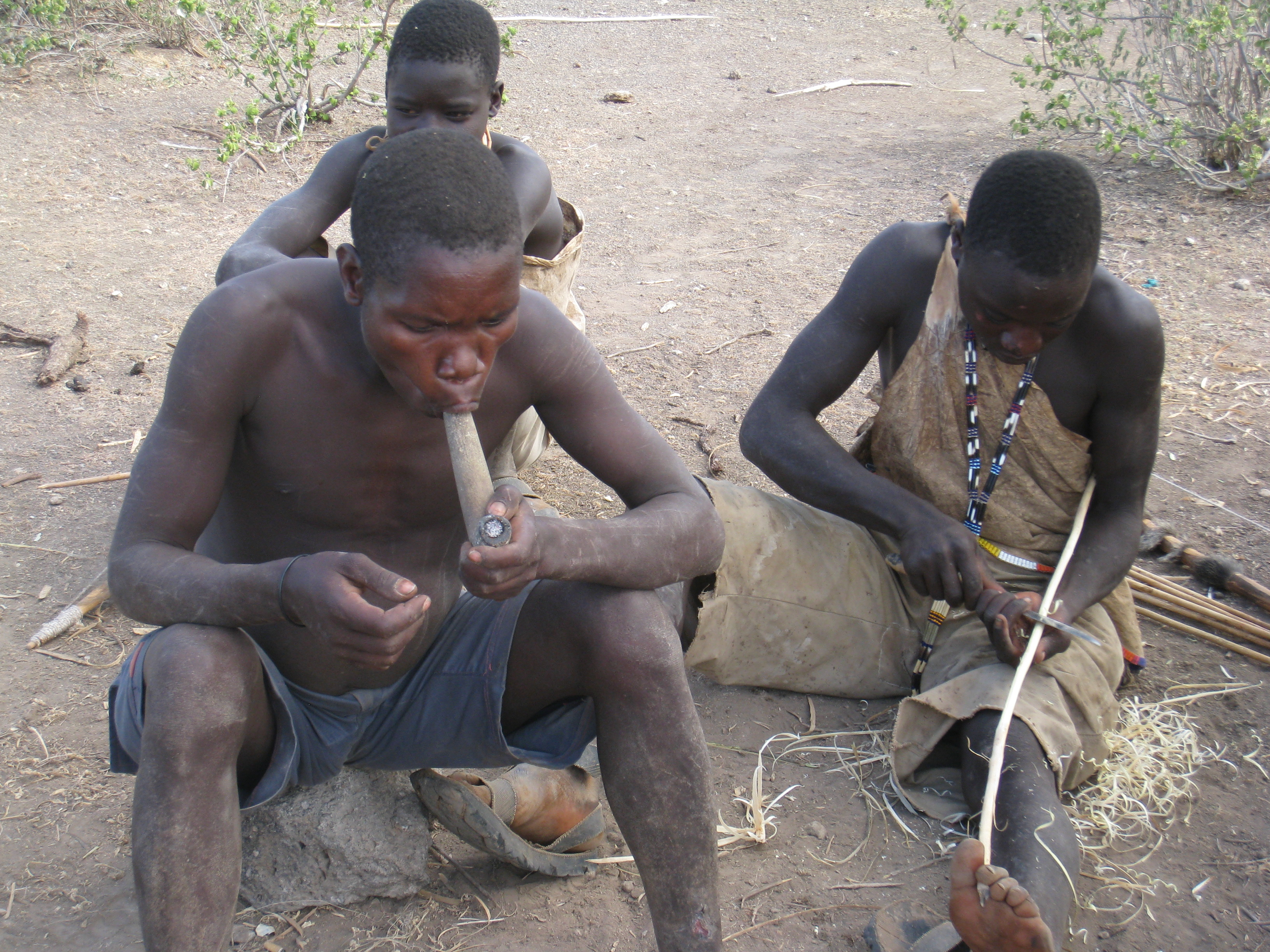
Hadza aus Tansania, eines der letzten Jäger- und Sammlervölker Afrikas

Als Nomaden (altgr. νομάς nomás, „weidend“, „herumschweifend“) werden im engeren Sinn Menschen bezeichnet, die aus wirtschaftlichen Gründen eine nicht-sesshafte – nomadisierende – Lebensweise führen: Zumeist folgen ihre Wanderbewegungen immer wiederkehrenden Mustern, die vor allem aufgrund schwankender klimatischer Bedingungen notwendig werden (vergleichbar mit den Wanderungen von Wildtieren). Nur auf diese Weise kann der Lebensunterhalt (vor allem bei einigen traditionellen Wirtschaftsformen wie Hirtennomadismus oder Jagen und Sammeln) das ganze Jahr über gesichert werden.
Die Übertragung des Begriffs auf ganze Gesellschaften ist indes problematisch: Häufig sind „nomadische Gesellschaften“ nicht einheitlich, es gibt z. B. auch dauerhafte Dörfer oder zeitweise Sesshaftigkeit in Städten. Überdies werden dadurch die eigenen Vorstellungen dieser Ethnien ignoriert.
Es wird angenommen, dass das Nomadentum seit der Entstehung des Menschen bis zur neolithischen Revolution die vorherrschende Lebensweise war. Traditionelle Nomaden sind die Angehörigen unspezialisierter Jäger und Sammler sowie halb- oder vollnomadisch lebender Hirten- bzw. Reitervölker trockener und kalter Wüsten, Steppen und Tundren sowie der Prärie, in denen dauerhafter Bodenbau keine Perspektive hat. Die (ursprüngliche) hirtennomadische Lebensweise wird im deutschen Sprachraum mit dem Begriff „Nomadismus“ belegt. In vielen anderen europäischen Sprachen (Englisch: Nomadism, Französisch: Nomadisme, Spanisch: Nomadismo, Schwedisch: nomadisk livsstil) wird hingegen nicht differenziert, so dass die korrekte deutsche Übersetzung „Nomadentum“ heißen müsste. Zur deutlicheren Unterscheidung werden im Deutschen bisweilen die Begriffe „Hirtennomadismus“ oder „Pastoralnomadismus“ verwendet.
Selten werden auch Wanderfeldbauern als Nomaden bezeichnet, da sie alle drei bis fünf Jahre aus ökonomischen Gründen ihren Wohnort wechseln.
Die als „Fahrendes Volk“ bezeichneten „Vagabunden“ werden hingegen nicht zu den Nomaden gerechnet, da sie regellos umherziehen. Sie sind häufig nicht (nur) aus ökonomischen, sondern aus kulturellen oder weltanschaulichen Gründen nicht sesshaft.

## Stellung der Nomaden in sesshaften Gesellschaften
Nomaden waren den Machthabern sesshafter Völker aller Zeiten sehr oft suspekt und wurden nicht selten als Barbaren betrachtet. Aufgrund ihrer mobilen Lebensweise waren sie schwer zu kontrollieren, sie wechselten immer wieder über Landesgrenzen und entzogen sich jeglichem Einfluss; obwohl sie dennoch häufig freundschaftliche Kontakte zu sesshaften Bauern unterhielten, mit denen sie Güter tauschten. Unabhängig davon wurden sie verfolgt und bekämpft in jeder nur erdenklichen Weise, so dass sie zahlreichen Formen von Diskriminierung und Verfolgung ausgesetzt waren.
Hinlänglich bekannt sind in diesem Zusammenhang die Feldzüge gegen die nomadisch lebenden Indianer Nordamerikas. Den Bisonjägern der Plains entzog man in den 1870er Jahren durch die Dezimierung der Büffelherden systematisch die Lebensgrundlage. Solche „ethnischen Säuberungen“ unter Nomadenstämmen sind jedoch ein weltweites Phänomen. So wurden zum Beispiel die wildbeuterisch lebenden San Süd- und Südwestafrikas von Mitte des 17. Jahrhunderts bis Anfang des 20. Jahrhunderts vernichtet, versklavt oder vertrieben. Auch die Nomaden Nordeuropas – die Samen – blieben nicht von solchen Repressalien verschont. Mit der Ausbreitung des Sozialdarwinismus entstand in Schweden eine rassische Trennung der angeblich „primitiven“ Nomaden von den anderen Schweden. Vom Ende des 19. Jahrhunderts bis in die 1920er Jahre vertrat die Regierung die Auffassung, dass man die „Samenrasse“ bevormunden müsse, da sie nicht in der Lage sei, eine höhere Kulturstufe einzunehmen. Man „beschützte“ sie dergestalt, dass man unter anderem sogenannte „Nomadenschulen“ einrichtete, in der die samischen Kinder auf niedrigstem Niveau unterrichtet wurden oder den Samen verbot, in „richtigen“ (rechteckigen) Häusern zu wohnen.
Auch heute noch sind Nomaden Diffamierungen, Diskriminierungen und sozialer, ökonomischer, politischer und ethnischer Marginalisierung ausgesetzt und in vielen Staaten eine von der Bevölkerungsmehrheit nicht erwünschte Minderheit. Dort wird die Bezeichnung Nomade daher vielfach abwertend verwendet.

## Ethnien mit bedeutendem Anteil einer nomadischen Lebensweise
Im Folgenden sind rezente Beispiele von Ethnien mit (teilweise auch ehemaliger) nomadischer Lebensweise aufgeführt.

### Afrika

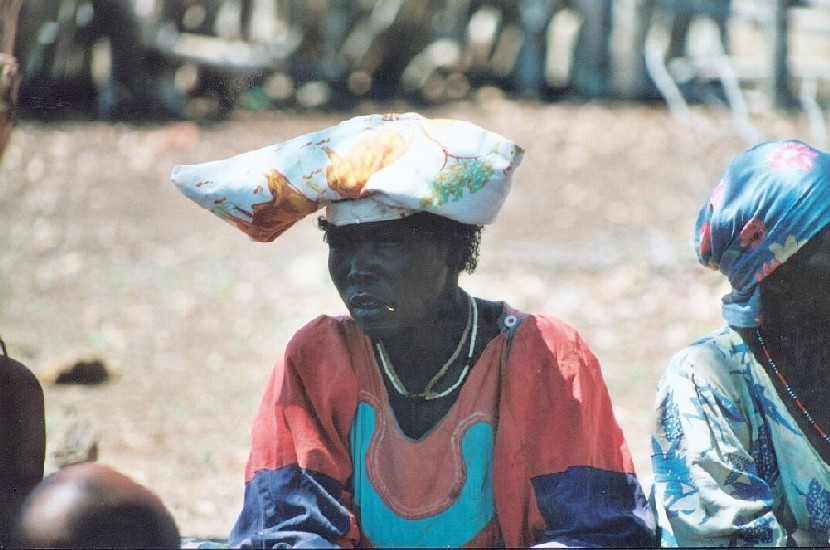
Hererofrau im Nordwesten von Namibia

- Die Afar – sind ein nomadisches Volk, das im Osten Eritreas, im Nordosten Äthiopiens und in Dschibuti lebt.
- Beduinen – sind nomadische Wüstenbewohner der Arabischen Halbinsel, Sinai, Teilen der Sahara und im israelischen Negev.
- Berber – sind eine Ethnie der nordafrikanischen Länder Marokko, Algerien, Tunesien, Libyen und Mauretanien.
- Hadza – sind eine Volksgruppe im zentralen Norden des ostafrikanischen Staates Tansania.
- Hema – sind nomadisierende Viehhirten, die im Gebiet der Großen Seen Afrikas und Tansania leben.
- Himba – sind ein in Namibia und Angola lebendes Hirtenvolk.
- Massai – sind eine ostafrikanische Volksgruppe mit nomadischer Lebensweise.
- Misseriye – sind Rindernomaden (Baggara) im Sudan und Tschad.
- Rendille – sind Wüstennomaden im Norden Kenias.
- Samburu – sind ein nilotisches Volk im Norden Kenias mit ehemals nomadischer Lebensweise.
- Die San – pflegten einen mobilen Jäger-und-Sammler-Lebensstil im südlichen Afrika.
- Von den Somali – lebt ein großer Teil halbnomadisch von mobiler Tierhaltung am Horn von Afrika.
- Tibbu – sind Hirtennomaden in der zentralen Sahara.
- Tuareg – zählen zu den Berbern und leben mit hirtennomadischer Lebensweise in der Sahara und im Sahel.
- Turkana – sind eine nilotische Volksgruppe in Kenia mit traditionell nomadischer Lebensweise.

### Amerika
- Athabasken – früher nomadische Jägerkulturen in Alaska und Nordwest-Kanada, heute noch vereinzelt halbnomadisch
- Prärie-Indianer – waren vom 18. bis 19. Jahrhundert halbnomadische, berittene Bisonjäger
- Navajo – sind seit dem 16. Jahrhundert halbnomadische Schafhirten im Südwesten Nordamerikas
- Haush – waren ursprünglich auf ganz Feuerland vertreten.
- Karibu-Inuit – hatten ehemals eine nomadische Lebensweise.
- Kawesqar – siedelten in den Wasserkanälen an der Westküste von Patagonien.
- Selk’nam – waren Seenomaden auf Feuerland.
- Yámana – siedelten als Seenomaden entlang des Beagle-Kanal.

### Asien

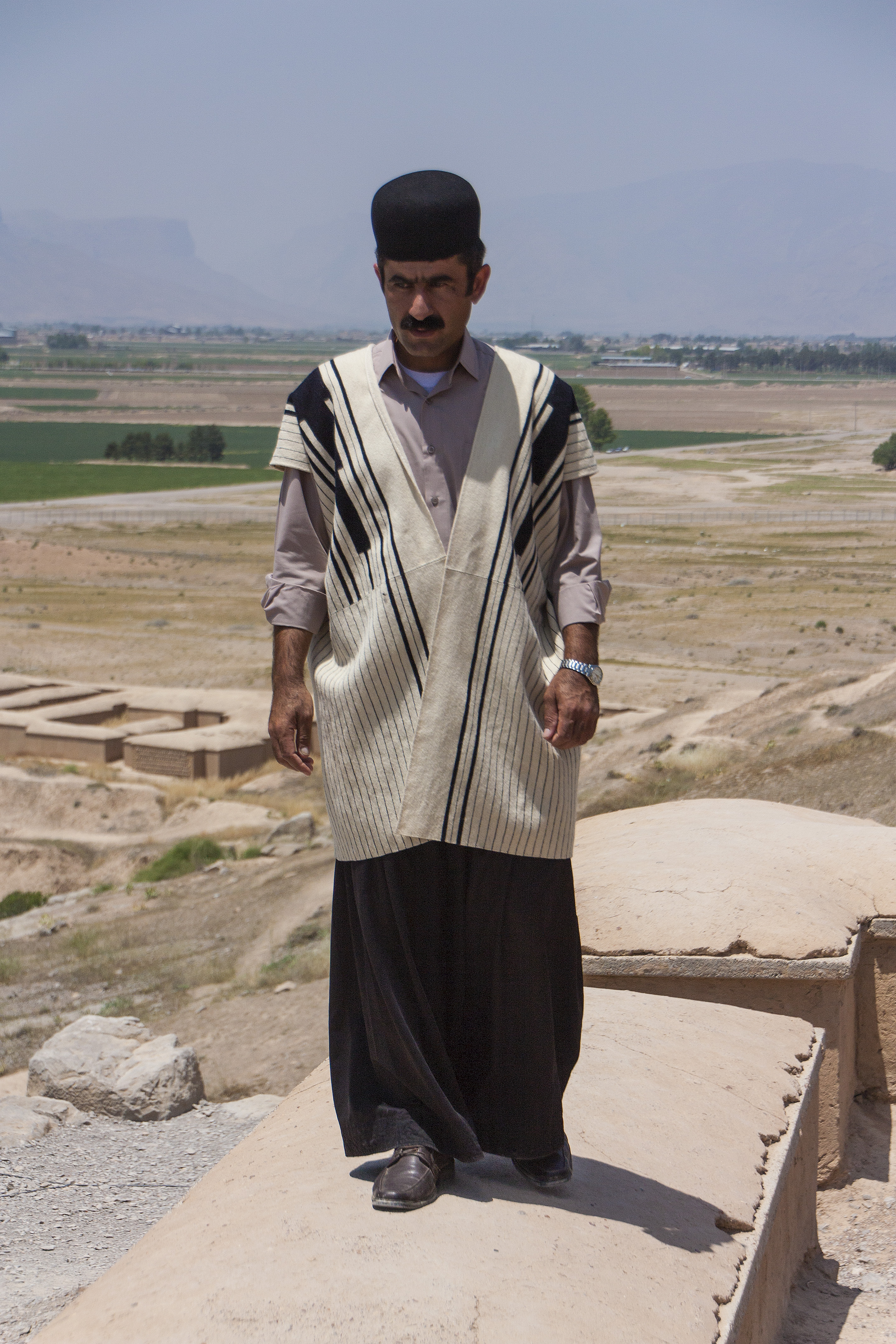
Bachtiar-Nomade im Iran

- Bajau – sind Seenomaden im Malaiischen Archipel, wobei viele Bajau sesshaft geworden sind.
- Burjaten – sind eine mongolische Ethnie in Sibirien, welche die hirtennomadische Lebensweise aufgab.
- Bachtiaren – das traditionelle Siedlungsgebiet der Hirtennomaden liegt im Zagros-Gebirge und Chuzestan.
- Changpa – sind Hirtennomaden in über 4000 m hoch gelegenen Regionen von Ladakh (Indien) und Tibet.
- Dukha – Rentiernomadische Gruppe der Tuwiner in der Mongolei
- Kaschgai – sind ein turksprachiges Volk im Süden des Iran und leben bis heute teilweise nomadisch.
- Kutschi – sind Nomaden, die im Nordosten und Süden Afghanistans und in Pakistan leben.
- Luren – lebten bis in das 20. Jahrhundert hinein überwiegend nomadisch, im Iran und im Irak.
- Die Merkiten – waren ein mongolischer Stamm, der in der Epoche von Dschingis Khan eine große Rolle spielte.
- Mlabri – sind heute als ehemalige Nomaden in Thailand zu einem sesshaften Leben gezwungen.
- Moken – sind südostasiatische Seenomaden, die halbnomadisch im Gebiet der Straße von Malakka leben.
- Mongolen – bezeichnet  verschiedene zentralasiatische Gruppierungen, von denen mehrere nomadisch leben.
- Nenzen und andere kleine Völker Sibiriens – sind traditionell nomadische Rentierhirten in Sibirien. Einige wurden zur Sowjetzeit sesshaft gemacht; seit dem Ende der Sowjetunion sind etliche Völker wieder zur nomadischen Lebensweise zurückgekehrt.
- Schahsavan – sind heute noch an den Hängen des Sabalan (Iran) anzutreffen. Die Winterweiden lagen früher in der Mugansteppe.
- Tibeter – lebten vor der Besetzung durch China teilweise nomadisch.
- Yörük – leben teilweise nomadisch in Südanatolien.

### Europa
- Kalmücken – Nomaden mongolischer Sprache und buddhistischer Religion, in sowjetischer Zeit sesshaft gemacht.
- Kasachen – zum kleinen Teil auch westlich der europäisch-asiatischen Grenze lebende ehemalige Nomaden, seit sowjetischer Zeit sesshaft.
- Nogaier – hatten ebenfalls bis ins 20. Jahrhundert einen nomadischen Lebensstil.
- Baschkiren – nur zum kleinen Teil südlicher Teilverbände und Stämme in der Steppe bis in sowjetische Zeit Nomaden oder Halbnomaden, die große Mehrheit in der Mitte und im Norden ist traditionell sesshaft.
- Samen – (veraltet Lappen) leben teilweise als halbnomadische Rentiernomaden im Norden Fennoskandinaviens.
- Nenzen – Rentiernomaden auf europäischer und asiatischer Seite des nördlichen Ural.
- Komi – in nördlicheren Teilgruppen (Komi-Ischemzen und nördliche Komi-Syrjänen) traditionell Rentiernomaden, sonst traditionell sesshaft.

### Australien
- Aborigines – lebten teilweise ehemals als nomadische Jäger und Sammler.

### Historische Nomadenvölker und halbnomadisch lebende Völker
- Alanen – waren ursprünglich ein Reitervolk, das nomadisch, seltener halbnomadisch in den südrussischen Steppen lebte.
- Awaren – gehörten zu der Nomadenkonföderation Xianbei.
- Chasaren – waren ein ursprünglich nomadisches und später halbnomadisches Turkvolk in Zentralasien.
- Hunnen – ist ein Sammelbegriff für einige zentralasiatische Reitervölker mit nomadischer oder halbnomadischer Lebensweise.
- Mauren – werden, teilweise nomadisch lebende Berberstämme genannt, welche die Araber bei der Eroberung der Iberischen Halbinsel unterstützten.
- Skythen – werden einige der Reiternomadenvölker genannt, die in der eurasischen Steppen nördlich des Schwarzen Meeres siedelten.
- Turkvölker – lebten nomadisch in Zentral- und Westasien, Sibirien und Osteuropa und gehören zur Sprachfamilie der Turksprachen.
- Wu Hu –  ist eine Sammelbezeichnung für verschiedene nichtchinesische Steppenvölker.
- Xiongnu – ist die chinesische Bezeichnung für einen Stammesbund aus Reiternomaden im östlichen Zentralasien.

## Rezeption
Das LIFE-Netzwerk (Local Livestock for Empowerment of Rural People) ist eine Gruppe von Nichtregierungsorganisationen, die hauptsächlich in Asien und Afrika mit Tierhaltergemeinschaften zusammenarbeitet und sich im Rahmen von internationalen Prozessen bei der Welternährungsbehörde (FAO) und der Internationalen Konvention zur Biologischen Vielfalt (CBD) für Tierhalterrechte einsetzt.

## Sonstige Bedeutungen
Das Wort Nomade wird in jüngerer Zeit auch für sogenannte „Mietnomaden“, „Kaufnomaden“ oder „Jobnomaden“ verwendet; letztere verstanden als Personen, die aus eigener Entscheidung keine dauerhafte berufliche Anstellung anstreben, sondern die Stellung und in Verbindung damit auch den Wohnort häufig wechseln. Mit dem Aufkommen der Internet-Kommunikation hat sich die Szene der „digitalen Nomaden“ herausgebildet, die aus unterschiedlichen Gründen häufig unterwegs sind und von überall arbeiten.